# Le Sermon sur la chute de Rome
Le Sermon sur la chute de Rome est un roman de Jérôme Ferrari paru le 22 août 2012 aux éditions Actes Sud. Il obtient le prix Goncourt 2012.

## Historique du roman
Ce roman de Jérôme Ferrari a été présélectionné dans la première liste de douze romans en lice pour le prix Goncourt 2012 (puis dans les listes réduites à huit et à quatre romans), pour la liste finale des quatre romans pour le prix Femina,, ainsi que dans la liste finale de trois romans pour le Grand prix du roman de l'Académie française.
Le 7 novembre 2012, le roman est récompensé par le prix Goncourt au deuxième tour de scrutin par cinq voix contre quatre à Peste et Choléra de Patrick Deville et deux voix à La Vérité sur l'affaire Harry Quebert de Joël Dicker. Lame de fond de Linda Lê était également finaliste. Il obtient ainsi cette deuxième prestigieuse récompense pour la maison d'éditions Actes Sud.

## Résumé
Matthieu Antonetti et son ami d'enfance Libero Pintus décident d'abandonner leurs études de philosophie pour reprendre le bar mis en gérance dans leur village familial corse où le premier n'a fait que passer ses vacances et le second, fils d'une famille sarde émigrée, a grandi avant de venir faire ses études supérieures à Paris. La famille Antonetti n'a pas vécu en Corse où seul le grand-père Marcel a vu le jour juste après la Première Guerre mondiale, petit-dernier d'une fratrie où il était avant tout proche de sa sœur Jeanne-Marie. Parti dès qu'il a pu se rendre sur le continent pour s'engager dans l'armée, comme son frère aîné Jean-Baptiste, Marcel en raison de problèmes de santé ne peut accomplir son rêve et, après un séjour à Marseille où il épouse une fille Colonna, devient administrateur colonial en Afrique-Équatoriale française. Sa jeune femme meurt en couches et Marcel — qui reste en Afrique plus de vingt ans jusqu'à la décolonisation — confie son fils Jacques à sa sœur Jeanne-Marie qui élève à Paris son neveu comme son propre fils avec sa fille Claudie. Adolescents, les cousins tombent amoureux et malgré l'opposition de la famille — qui finit par céder — décident de se marier donnant naissance à Matthieu et Aurélie.
Matthieu et Libero trouvent un sens à leur vie en s'occupant du bar qui devient rapidement le centre du village mais rayonne également sur la vie nocturne de toute la région grâce notamment aux quatre serveuses qui y travaillent et à l'esprit que les deux jeunes y insufflent. Les résultats de la première saison sont bons, permettent de garder l'équipe et de rester ouvert toute l'année. Petit à petit pourtant les premiers symptômes de dégradation s'annoncent, tant dans les rapports amicaux troublés par les relations amoureuses des serveuses, et leurs écarts, que dans la fréquentation du bar où des tensions apparaissent entre certains habitués et Libero. Matthieu, de plus, se heurte à sa sœur Aurélie qui ne comprend pas la décision de son frère d'abandonner ses études alors qu'elle-même poursuit une carrière universitaire d'archéologue en Algérie chargée de fouilles à Annaba sur les vestiges chrétiens datant de saint Augustin. La maladie subite de leur père scelle la rupture entre Aurélie et Matthieu lorsque ce dernier, centré sur son apparent bonheur corse, refuse de venir à Paris pour les derniers moments de Jacques qui meurt sans revoir son fils. Le vieux Marcel s'isole alors de plus en plus après la mort de son fils, et dans sa maison que désormais Matthieu a fui, il reste seul en dialogue avec la photo de sa famille datant d'avant sa propre naissance.
Une ultime rixe de comptoir entre habitués, après laquelle Libero défendant un ami doit expulser l'un des fauteurs de troubles de longue date, finit en un sanglant règlement de comptes en place publique durant lequel Libero est forcé, sous les yeux de Matthieu, d'abattre cet ami détruisant ainsi les derniers espoirs « du meilleur des mondes possibles » que portait ce bar.

## Analyse

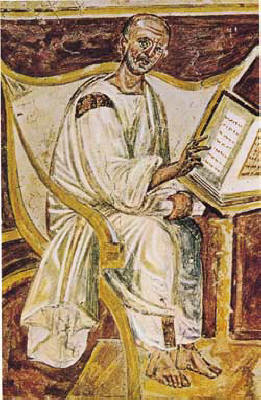
Augustin d'Hippone, portrait du VIe siècle dans la basilique Saint-Jean-de-Latran.

Les sept parties du livre — qui relatent la lente décomposition de l'Empire français ainsi que celle d'un univers créé autour d'un bar de village ; un monde qui semblait pourtant être parfait et idéal — ont pour titres de chapitres des phrases extraites de La Cité de Dieu d'Augustin d'Hippone et en particulier son Sermon sur la chute de Rome (qui clôt le roman) prononcé devant ses fidèles, inquiets, le 8 décembre 410 à Hippone après l'annonce du sac de Rome par Alaric Ier annonçant la chute de l'Empire romain. L'auteur fait aussi référence à des textes de Gottfried Wilhelm Leibniz.
Au-delà du conte philosophique, le roman est également un récit sur la désagrégation de la société insulaire corse au cours du XXe siècle.

## Éditions
- Jérôme Ferrari, Le Sermon sur la chute de Rome, Arles, Actes Sud, coll. « Domaine français », 2012, 201 p. (ISBN 978-2-330-01259-5, BNF 42759274)
- Jérôme Ferrari, Le Sermon sur la chute de Rome, Paris, Éditions Thélème, 2012 (ISBN 978-2-87862-744-2, BNF 43538813)Narrateur : Pierre-François Garel ; support : 1 disque compact audio MP3 ; durée : 5 h environ ; référence éditeur : Éditions Thélème 1043.
- Jérôme Ferrari, Le Sermon sur la chute de Rome, Cergy-Pontoise, À vue d'œil, coll. « 18-19 : littérature (gros caractères) », 2013, 393 p. (ISBN 978-2-84666-759-3, BNF 43550630)
- Jérôme Ferrari, Le Sermon sur la chute de Rome, Arles–Montréal, Actes Sud–Leméac, coll. « Babel » (no 1191), 2013, 203 p. (ISBN 978-2-330-02280-8 et 978-2-7609-3456-6, BNF 43663790)